# Elena Ruiz (Wasserballspielerin)
Elena Ruiz Barril (* 29. Oktober 2004 in Rubí) ist eine spanische Wasserballspielerin. Bei Olympischen Spielen gewann sie je eine Gold- und Silbermedaille. Hinzu kamen bis 2025 eine Silbermedaille und zwei Bronzemedaillen bei Weltmeisterschaften sowie eine Gold- und eine Silbermedaille bei Europameisterschaften.

## Sportliche Karriere
Elena Ruiz begann in Rubí mit dem Wasserball. In der Saison 2022/23 spielte sie beim Club Natació Sabadell und gewann den spanischen Meistertitel. 2023 wechselte sie zum Club Natació Sant Andreu nach Barcelona.
Die 1,70 Meter große Elena Ruiz wurde 2021 Juniorenweltmeisterin und gewann 2023 bei den Juniorenweltmeisterschaften die Silbermedaille. Bereits zwei Monate vor der Juniorenweltmeisterschaft 2021 trat Ruiz mit der spanischen Nationalmannschaft bei den 2021 ausgetragenen Olympischen Spielen in Tokio an. Die Spanierinnen gewannen ihre Vorrundengruppe und besiegten im Viertelfinale die chinesische Mannschaft. Mit einem 8:6-Sieg über die Ungarinnen erreichten die Spanierinnen das Finale, in dem die Mannschaften aus den Vereinigten Staaten und aus Spanien aufeinander trafen, die Amerikanerinnen siegten mit 14:5. Ruiz warf im Finale ein Tor. Im Halbfinale hatte sie zweimal getroffen.
Die Jahre von 2022 bis 2024 zählten mit internationalen Medaillengewinnen in jedem Jahr zu den erfolgreichsten in der Geschichte des spanischen Wasserballs. Nach einem fünften Platz bei der Weltmeisterschaft 2022 siegten die Spanierinnen im Finale der Europameisterschaft 2022 in Rom mit 9:6 über die Griechinnen. 2023 erreichten die Spanierinnen das Finale der Weltmeisterschaft in Fukuoka und unterlagen erst im Penaltyschießen den Niederländerinnen, wobei Ruiz ihren Penalty verwandelte. Während der regulären Spielzeit hatte Ruiz zwei Tore erzielt. 2024 standen sich die beiden Teams im Finale der Europameisterschaft in Eindhoven erneut gegenüber. Die Niederländerinnen siegten mit 8:7, Ruiz traf im Endspiel einmal. Einen Monat später bei der Weltmeisterschaft in Doha entschieden die Spanierinnen das Spiel um Bronze gegen die Griechinnen mit 10:9 für sich. Bei den Olympischen Spielen in Paris gewannen die Spanierinnen alle sieben Partien, wobei das Halbfinale gegen die Niederländerinnen erst im Penaltyschießen entschieden wurde. Im Finale gegen die Australierinnen siegten die Spanierinnen mit 11:9, Ruiz spielte 25 von 32 Minuten und steuerte einen Treffer bei.
2025 bei der Weltmeisterschaft in Singapur besiegten die Spanierinnen im Viertelfinale die Niederländerinnen im Penaltyschießen. Im Halbfinale unterlagen sie den Ungarinnen mit 9:15. Das Spiel um den dritten Platz gewannen sie mit 13:12 gegen die Auswahl aus den Vereinigten Staaten. Im Spiel um Bronze wirkte Ruiz zwanzig Minuten mit, traf aber mit keinen ihrer sieben Würfe.